# Larbroye
Larbroye – miejscowość i gmina we Francji, w regionie Hauts-de-France, w departamencie Oise.
Według danych na rok 1990 gminę zamieszkiwało 376 osób, a gęstość zaludnienia wynosiła 171 osób/km² (wśród 2293 gmin Pikardii Larbroye plasuje się na 628. miejscu pod względem liczby ludności, natomiast pod względem powierzchni na miejscu 1111.).